# Disney's Fairy Tale Wedding Pavilion

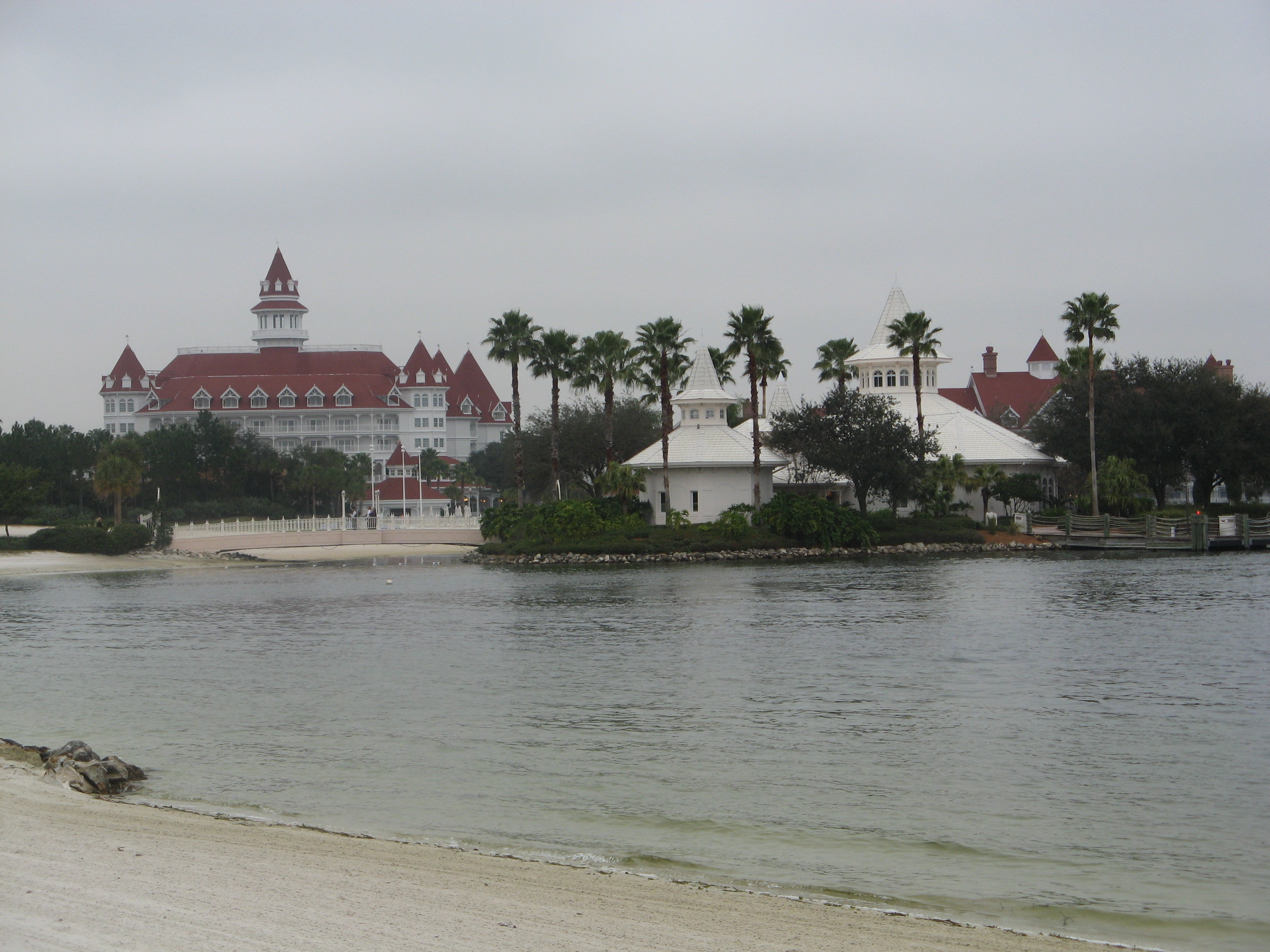
Le pavillon et le Grand Floridian derrière

Le Disney's Fairy Tale Wedding Pavilion est un espace consacré au mariage au sein du Walt Disney World Resort. Il est associé au programme Disney's Fairy Tale Weddings.

## L'origine
Le complexe de Walt Disney World recevait depuis son ouverture en 1971 des demandes de couples voulant se marier au pied du château du Magic Kingdom. La plupart des hôtels de luxe avec centre de congrès ont ainsi vu défiler des mariages, organisés en leur sein mais rien n'était vraiment prévu pour les accueillir comme il se devait.
En 1991, un service est créé afin de gérer la clientèle spéciale.
Le 15 juillet 1995, un pavillon dédié au mariage ouvre,, entre le Disney's Polynesian Resort et le Disney's Grand Floridian Resort  sur une île construite pour l'occasion sur le Seven Seas Lagoon. Il reprend l'architecture victorienne du Disney's Grand Floridian Resort mais tout en blanc et peut accueillir de 2 à 250 personnes.

## Les possibilités
Il permet de faire une cérémonie de mariage de A à Z. Disney propose même des "packages".
Une boutique-salon de beauté, le Franck's Bridal Studio, situé juste à côté de l'île et du pavillon permet de concevoir ou améliorer son mariage "même à la dernière minute" . Il propose entre autres de l'aide pour les gâteaux, les photographies, les coiffures, les arrangements de fleurs (fournies par le Walt Disney World Florist) et les musiques.
Une chapelle, une salle de réception et plusieurs lieux aux magnifiques panoramas sont disponibles pour les différentes étapes du mariage. Il est même possible de coupler avec une croisière sur la Disney Cruise Line.
Un parking au pied de la boutique permet de se garer avec ses amis et un pont permet de rejoindre l'île. Sur l'île, un petit embarcadère permet de rejoindre ou de partir du mariage en bateau.